# Вінне-Подбуковіна
Вінне-Подбуковіна (пол. Winne-Podbukowina) — село за Закерзонні в Польщі, у гміні Дубецько Перемишльського повіту Підкарпатського воєводства.
Населення — 269 осіб (2011).

## Розташування
Село розташоване на відстані 2 кілометри на південний захід від центру гміни села Дубецько, 29 кілометрів на захід від центру повіту міста Перемишля і 35 кілометрів на південний схід від центру воєводства — міста Ряшіва, на лівому березі річки Сян.

## Історія
Село знаходиться на заході Надсяння, де внаслідок примусового закриття церков у 1593 р. власницею земель Катариною Ваповською українське населення було піддане латинізації та полонізації. До 1772 р. село входило до Сяноцької землі Руське воєводства.
Відповідно до «Географічного словника Королівства Польського» в 1880 р. село знаходилось на омитому Сяном півострові у Березівському повіті Королівства Галичини та Володимирії Австро-Угорщини, складалося з 3 більших і 2 менших селищ та фільварку, розділених лісом, разом було 91 будинок і 552 мешканці (507 греко-католиків, 34 римо-католики і 11 юдеїв); селище Підбуковина знаходилось на півночі й налічувало 24 будинки і 155 мешканців (142 греко-католики, 10 римо-католиків і 3 юдеї), селище Солоне знаходилось на півдні півострова на березі Сяну й налічувало 35 будинків і 205 мешканців (188 греко-католиків, 13 римо-католиків і 4 юдеї), селище Півхова знаходилось на правому березі Сяну й налічувало 32 будинки і 192 мешканці (177 греко-католиків, 11 римо-католиків і 4 юдеї), у фільварку було 8 будинків і 29 мешканців (належав до громади Бахорець).
Після розпаду Австро-Угорщини і утворення Другої Речі Посполитої це населене українцями село Надсяння окупувала Польща. Входило до Перемишльського повіту Львівського воєводства. Місцеві греко-католики (194 парафіян) належали до парафії Руське Село Порохницького деканату Перемишльської єпархії.
У липні 1944 року радянські війська оволоділи цією територією. Радянські окупанти насильно мобілізували чоловіків у Червону армію. За Люблінською угодою від 9 вересня 1944 року село опинилося в Польщі. Польським військом і бандами цивільних поляків почались пограбування і вбивства. Українців добровільно-примусово виселяли в СРСР. Українське населення села, якому вдалося уникнути вивезення до СРСР, попало в 1947 році під етнічну чистка під час проведення Операції «Вісла» і було депортовано на понімецькі землі у західній та північній частині польської держави, що до 1945 належали Німеччині. В хати виселених українців поселені поляки.
У 1975-1998 роках село належало до Перемишльського воєводства.

### Сучасність
На території села розташований природний заповідник Бродушуркі (пол. Broduszurki), прощею 25,91 га.

## Демографія
Демографічна структура станом на 31 березня 2011 року:
|          | Загалом | Допрацездатний вік | Працездатний вік | Постпрацездатний вік |
| -------- | ------- | ------------------ | ---------------- | -------------------- |
| Чоловіки | 143     | 32                 | 91               | 20                   |
| Жінки    | 126     | 23                 | 69               | 34                   |
| Разом    | 269     | 55                 | 160              | 54                   |